# Blanding
Blanding és una població dels Estats Units a l'estat de Utah. Segons el cens del 2000 tenia 3.162 habitants.

## Demografia
Segons el cens del 2000, Blanding tenia 3.162 habitants, 886 habitatges, i 722 famílies. La densitat de població era de 515,1 habitants per km².
Dels 886 habitatges en un 53,2% hi vivien nens de menys de 18 anys, en un 63,3% hi vivien parelles casades, en un 14,8% dones solteres, i en un 18,4% no eren unitats familiars. En el 16,8% dels habitatges hi vivien persones soles el 7,4% de les quals corresponia a persones de 65 anys o més que vivien soles. El nombre mitjà de persones vivint en cada habitatge era de 3,46 i el nombre mitjà de persones que vivien en cada família era de 3,93.
Per edats la població es repartia de la següent manera: un 40,9% tenia menys de 18 anys, un 9,9% entre 18 i 24, un 22,4% entre 25 i 44, un 16,6% de 45 a 60 i un 10,2% 65 anys o més.
L'edat mediana era de 24 anys. Per cada 100 dones de 18 o més anys hi havia 88,1 homes.
La renda mediana per habitatge era de 32.991 $ i la renda mediana per família de 37.991 $. Els homes tenien una renda mediana de 31.520 $ mentre que les dones 20.391 $. La renda per capita de la població era de 12.160 $. Entorn del 13,9% de les famílies i el 17,8% de la població estaven per davall del llindar de pobresa.

## Poblacions més properes
El següent diagrama mostra les poblacions més properes.